# Coś (aliquid, aliquod)
Coś – zaimek języka polskiego o kilku znaczeniach:
1. w języku potocznym (w głównym znaczeniu) zastępujący rzeczownik, przede wszystkim nieosobowy, bez jego dokładnego określenia. Odpowiednik łaciński zaimka „coś” – aliquid, aliquod – występuje (np. w terminologii scholastycznej) jako element terminologii filozoficznej; niekiedy analogicznie w terminologii polskiej.
2. „Coś” rozumieć można ogólnie jako termin, którego treść formalna, treść materialna i moment egzystencjalny nie są w żaden sposób zdeterminowane.
3. W sensie metafizycznym jako „cokolwiek”, czyli jako jakikolwiek byt lub przedmiot.
4. W sensie specyficznym coś/aliquid to, rozważana jako transcendentale, substancja.
  - Także w rozważaniach dotyczących transcententaliów coś/aliquid występuje jako termin synonimiczny w stosunku do znaczenia poprzedniego, oddawany w terminologii polskiej jako „odrębność”.